# Resserrement vaginal
 (décembre 2014).
Si vous disposez d'ouvrages ou d'articles de référence ou si vous connaissez des sites web de qualité traitant du thème abordé ici, merci de compléter l'article en donnant les références utiles à sa vérifiabilité et en les liant à la section « Notes et références ».
Le resserrement vaginal, le remodelage vaginal ou encore la périnéorraphie, est une intervention gynécologique consistant à aider les muscles du périnée à atteindre ou garder le bon degré d’élasticité.
Le resserrement vaginal comporte plusieurs méthodes, toutes efficaces à leur manière et pouvant être complémentaires.

## Causes
Le plancher pelvien, région qui constitue le périnée, est un groupe de muscles et de ligaments, dont le principal muscle est appelé le muscle pubo-coccygien, ou muscle PC.
C’est un muscle en forme de hamac, qui se retrouve autant chez la femme que chez l’homme, qui est attaché à l'os pubien, à l’avant et au coccyx, à l’arrière.
Cet ensemble de muscles, aussi connu sous le nom de muscles du périnée, forme le plancher de la cavité pelvienne et soutient les organes pelviens tel que la vessie, l’utérus ainsi que le côlon et l’intestin.
Ces muscles se comportent comme un élastique, leur tension doit être légère en tout temps, ni trop tendu, ni trop peu, car dans les deux cas ils perdent leur élasticité et donc leur raison d’être.
Les risques inhérents sont  de souffrir de douleurs pelviennes, de perte de sensibilité vaginale, d’incontinence urinaire, de constipation, du prolapsus génital, de vouloir uriner à répétition, d’avoir des infections vésicales récurrentes ainsi que de la perte de gratification sexuelle.

## Méthodes d'interventions
- Vaginoplastie : opération de chirurgie plastique reconstructive pour corriger les défauts et les malformations du canal vaginal et ses muqueuses, des structures vulvo-vaginale qui peuvent être absentes ou endommagées à cause d'une maladie congénitale (par exemple dans le cas de l'atrésie vaginale) ou dans d'autres cas plus spécifiques (traumatisme physique, dysphorie de genre, cancer).

- Exercice de Kegel : ainsi nommé d'après le Dr Arnold Kegel, c'est un exercice destiné à renforcer le muscle pubo-coccygien. Ces exercices, créés vers 1940, consistent en des contractions et décontractions alternées des muscles qui forment le plancher pelvien (pour cette raison parfois appelés les « muscles de Kegel »).

- Suppléments à base de plantes médicinales : une plante médicinale est une plante utilisée pour ses propriétés particulières bénéfiques pour la santé humaine, voire animale, dont certaines ont des propriétés constrictives aidant les muscles à se tendre. Les ingrédients actifs les plus connus dans ce but étant le Manjakani (Quercus Infectoria), l'Alum (Argilla Vitriolutum), le Woodfordia floribunda (Woodfordia fruticosa) et le Kacip Fatimah (Labisia Pumila)

- Appareils d’entraînement du périnée : ces appareils, aussi appelés exerciseurs du plancher pelvien, utilisent une sonde vaginale pour stimuler les muscles du plancher pelvien, que ce soit par des techniques dites de « Biofeedback » ou d'« électrostimulation ».

1. L’électrostimulation, ou stimulation musculaire électrique, consiste à déclencher la contraction des muscles en utilisant des impulsions électriques, afin de remuscler la zone du périnée sans douleurs et sans efforts particuliers, tout en la réalisant par soi-même, à domicile, en adaptant l’intensité des courants à sa guise.
2. Le biofeedback, consiste à enregistrer tous les mouvements de contraction des muscles du périnée, tout en les traduisant instantanément en un signal sonore et/ou visuel. Le patient pourra donc adapter ses efforts en fonction des informations données par l’exerciseur pelvien.